# 佩雷斯峰 (普拉格瑟多洛米蒂山脈)

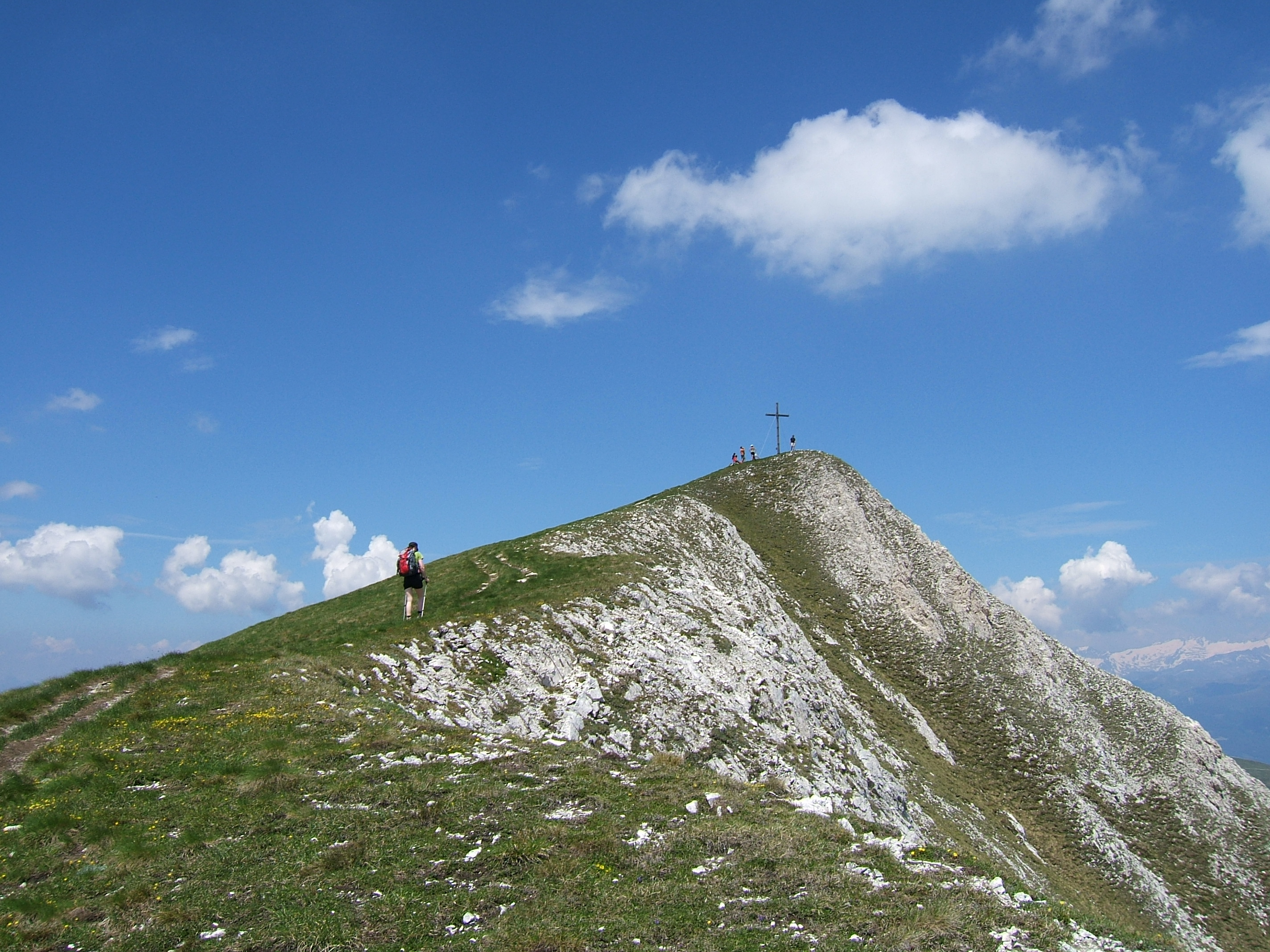

46°42′43″N 11°58′47″E / 46.71194°N 11.97972°E
佩雷斯峰（義大利語：Piz da Peres），是意大利的山峰，位於該國東北部，由特倫蒂諾-上阿迪傑大區負責管轄，屬於普拉格瑟多洛米蒂山脈的一部分，海拔高度2,507米，每年平均降雨量1,874毫米。